# Dactyladenia mannii
Espèce
Classification APG III (2009)
Synonymes
- Acioa mannii (Oliv.) Engl., 1899
- Griffonia mannii Oliv., 1871

Statut de conservation UICN

 EN  : En danger
Dactyladenia mannii est une espèce de plantes à fleurs de la famille des Chrysobalanaceae. C'est un arbuste endémique au Cameroun.

## Synonymes
- Acioa mannii (Oliv.) Engl., 1899[1],[2]
- Griffonia mannii Oliv., 1871 (basionyme)[2]

## Description
Arbuste grimpant atteignant 4 à 6 m de haut.

## Répartition
L'espèce était connue à Bioko d'où elle a disparu. Une population subsiste près du Mont Cameroun, sur des sites limités vers Buéa et Kumba. Ces sites étant menacés par la déforestation et l'exploitation du bois, l'espèce est menacée de disparition.